# BOLL
BOLL‏ (Boule homolog, RNA binding protein) هوَ بروتين يُشَفر بواسطة جين BOLL في الإنسان.